# Peter von Heydebreck
Peter von Heydebreck, (Köslin, 1er juillet 1889 – Munich, 30 juin 1934), était un membre du Parti nazi, SA-Führer et député au Reichstag. Il a été assassiné lors de la nuit des Longs Couteaux.
Issu de la famille noble von Heydebreck (de) et officier du 6e bataillon de chasseurs à pied (de) de l'armée prussienne, Heydebreck combat, après la fin de Première Guerre mondiale, la révolution de novembre 1918 au sein d’un corps franc qui porte son nom.
Lors du  soulèvement polonais en Haute-Silésie organisé par Wojciech Korfanty, son corps franc se joint à la Schwarze Reichswehr et participe à la répression des troubles. Son succès lors des combats de St. Annaberg lors de la troisième insurrection polonaise de 1921 le fait surnommer le héros d’Annaberg.
Heydebreck est élu au Reichstag de mai à décembre 1924, sur les listes du Deutschvölkische Freiheitspartei. Après l’arrivée au pouvoir d’Adolf Hitler, il rejoint le parti nazi, au nom duquel il est réélu au Reichstag en novembre 1933.
En 1925, il fusionne plusieurs Freikorps pour créer la SA de Silésie puis, en 1933, il prend le commandement de la SA de Poméranie.
Il est assassiné à Munich le 30 juin 1934, lors de la nuit des Longs Couteaux.